# Längdskidåkning vid olympiska vinterspelen 1994
Längdskidåkning vid olympiska vinterspelen 1994 i Lillehammer, Norge.

## Medaljörer

### Herrar
| Gren                          | Guld                                                                    | Guld      | Silver                                                           | Silver    | Brons                                                             | Brons     |
| 10 km klassiskt Detaljer...   | Bjørn Dæhlie Norge                                                      | 24:20,1   | Vladimir Smirnov Kazakstan                                       | 24:38,3   | Marco Albarello Italien                                           | 24:42,4   |
| Jaktstart Detaljer...         | Bjørn Dæhlie Norge                                                      | 1:00:08,8 | Vladimir Smirnov Kazakstan                                       | 1:00:38,0 | Silvio Fauner Italien                                             | 1:01.48,6 |
| 30 km fristil Detaljer...     | Thomas Alsgaard Norge                                                   | 1:12.26,4 | Bjørn Dæhlie Norge                                               | 1:13:13,6 | Mika Myllylä Finland                                              | 1:14:14,0 |
| 50 km klassiskt Detaljer...   | Vladimir Smirnov Kazakstan                                              | 2:07:20,3 | Mika Myllylä Finland                                             | 2:08:41,4 | Sture Sivertsen Norge                                             | 2:08:49,0 |
| 4 x 10 km stafett Detaljer... | Italien Maurilio De Zolt Marco Albarello Giorgio Vanzetta Silvio Fauner | 1:41:15,0 | Norge Sture Sivertsen Vegard Ulvang Thomas Alsgaard Bjørn Dæhlie | 1:41:15,4 | Finland Mika Myllylä Harri Kirvesniemi Jari Räsänen Jari Isometsä | 1:42:15,6 |

### Damer
| Gren                         | Guld                                                                 | Guld      | Silver                                                             | Silver    | Brons                                                                      | Brons     |
| 5 km klassiskt Detaljer...   | Ljubov Jegorova (RUS)                                                | 14:08,8   | Manuela Di Centa (ITA)                                             | 14:28,0   | Marja-Liisa Kirvesniemi (FIN)                                              | 14:36,3   |
| Jaktstart Detaljer...        | Ljubov Jegorova (RUS)                                                | 41:38,1   | Manuela Di Centa (ITA)                                             | 41:46,4   | Stefania Belmondo (ITA)                                                    | 42:21,1   |
| 15 km fri Detaljer...        | Manuela Di Centa (ITA)                                               | 39:44,5   | Ljubov Jegorova (RUS)                                              | 41:03,0   | Nina Gavriljuk (RUS)                                                       | 41:10,4   |
| 30 km klassiskt Detaljer...  | Manuela Di Centa (ITA)                                               | 1:25:41,0 | Marit Wold (NOR)                                                   | 1:25:57,8 | Marja-Liisa Kirvesniemi (FIN)                                              | 1:26:13,0 |
| 4 x 5 km stafett Detaljer... | Ryssland Jelena Välbe Larisa Lazutina Nina Gavriljuk Ljubov Jegorova | 57:12,5   | Norge Trude Dybendahl Inger Helene Nybråten Elin Nilsen Anita Moen | 57:42,0   | Italien Bice Vanzetta Manuela Di Centa Gabriella Paruzzi Stefania Belmondo | 58:42,0   |

## Medaljtabell
| Pl. | Nation    | Guld | Silver | Brons | Totalt |
| --- | --------- | ---- | ------ | ----- | ------ |
| 1   | Norge     | 3    | 4      | 1     | 8      |
| 2   | Italien   | 3    | 2      | 4     | 9      |
| 3   | Ryssland  | 3    | 1      | 1     | 5      |
| 4   | Kazakstan | 1    | 2      | 0     | 3      |
| 5   | Finland   | 0    | 1      | 4     | 5      |
|     | Totalt    | 10   | 10     | 10    | 30     |